# 消防庁
消防庁（しょうぼうちょう、英: Fire and Disaster Management Agency、略称: FDMA）は、日本の行政機関のひとつ。日本の消防活動を統括する総務省の外局である。
なお、「東京消防庁」は東京都の組織であり、消防庁とは全く別の組織である。東京消防庁との混同を避けるために「総務省消防庁」と呼ばれる場合も多く、公式HPでも「総務省消防庁」と表示している。

## 概要
国家行政組織法第3条第2項及び消防組織法第2条に基づき設置され、日本の消防行政の企画・立案、各種法令・基準の策定など行う。職員は消防吏員ではなく官僚で、実働部隊を持たない。支援車等の消防車両や消防ヘリコプターを所有するが、実際の維持管理は貸与先の自治体が行なっている。消防庁は消防機関への直接的な指揮権はなく、助言や指導、調整等にとどまる（消防組織法第6条）。これは、日本の消防は市町村長の管理下にあり、市町村が消防の責任を負っているためである。そのため、消防庁長官又は都道府県知事は市町村消防へ助言・勧告・指導を行うにとどまり、市町村消防を管理する権限を持っていない（同法第36条・第37条・第38条）。ほか、都道府県レベルで消防本部を設置しているのは東京都のみである。
国民保護法の施行に伴い、消防庁には武力攻撃事態等における国民保護の国と地方公共団体との総合的な窓口としての役割が与えられた。
災害時の非常対応も行うが、2003年以前のアメリカ合衆国の連邦緊急事態管理庁のような非常災害時の公的機関に対する統括指揮権の掌握はできず、内閣危機管理監が首相官邸危機管理センターに設置する対策室や、最終的には内閣に設置される緊急災害対策本部などが指揮する。

## 沿革

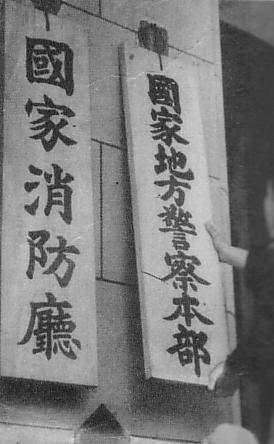
国家消防庁の表札

- 1947年（昭和22年）1月15日 - 内務省警保局に消防課を設置（公安第二課消防係の昇格）。
- 1947年（昭和22年）12月31日 - 内務省が廃止される。
- 1948年（昭和23年）1月1日 - 総理庁内事局第一局に消防課を設置。
- 1948年（昭和23年）2月10日 - 総理庁内事局第一局に消防課に代わり国家消防庁設立準備事務局を設置[3]。
- 1948年（昭和23年）3月7日 - 内事局が廃止される。
- 1948年（昭和23年）3月7日 - 消防組織法施行。国家公安委員会に国家消防庁を設置。内部部局として、管理局及び消防研究所を置く。
- 1951年（昭和26年）8月1日 - 消防講習所を附属機関として設置。管理局教養課の下部機関から昇格。
- 1952年（昭和27年）8月1日 - 国家消防庁を改組し、国家公安委員会に国家消防本部を設置。管理局は廃止し、消防研究所は本部の附属機関とする。
- 1959年（昭和34年）4月20日 - 消防講習所を改組し、消防大学校設置。
- 1960年（昭和35年）7月1日 - 自治庁を改組し、自治省設置。国家消防本部は国家公安委員会から分離し、自治省の外局である消防庁に改組。
- 1961年（昭和36年）7月1日 - 消防庁に次長を設置。
- 2001年（平成13年）1月6日 - 中央省庁再編により、消防庁は総務省の外局となる。
- 2001年（平成13年）4月1日 - 消防研究所を分離し、独立行政法人消防研究所に改組。
- 2005年（平成17年）8月15日 - 消防庁に内部部局として国民保護・防災部を設置。
- 2006年（平成18年）4月1日 - 消防大学校の内部組織として消防研究センターを設置。独立行政法人消防研究所を廃止し、その業務を承継。

## 組織

### 幹部
2025年（令和7年）7月1日現在
- 消防庁長官：大沢博
- 消防庁次長：田辺康彦
- 審議官：鳥井陽一
  - 総務課長：大塚大輔
  - 消防・救急課長：畑山栄介
  - 予防課長：渡辺剛英
- 国民保護・防災部長：小谷敦
  - 防災課長：天利和紀
  - 参事官：田村一郎
- 消防大学校長：石山英顕
  - 消防研究センター所長：白石暢彦

### 内部部局
官房は置かれていない。
- 審議官
  - 総務課
    - 政策評価広報官

  - 消防・救急課
    - 救急企画室
    - 救急専門官

  - 予防課
    - 消防技術政策室
    - 危険物保安室
    - 特殊災害室
    - 違反処理対策官
    - 国際規格対策官
    - 設備専門官
- 国民保護・防災部
  - 防災課
    - 国民保護室
    - 国民保護運用室
    - 応急対策室
    - 防災情報室
    - 災害対策官
    - 広域応援対策官
    - 震災対策専門官
    - 国際協力官

  - 参事官

### 審議会
- 消防審議会

### 施設等機関
- 消防大学校
  - 消防研究センター

## 職員
消防庁職員は消防吏員ではなく、総務事務官または総務技官である。また、国民保護法の施行に伴い「国民保護・防災部防災課国民保護運用室長」には自衛官が出向している。旧自治省外局の時代は自治事務官・技官という身分であった。
消防庁の業務は主に全国消防制度の企画と立案、消防関連の研究、自治体消防の幹部消防吏員の教育程度であり、大規模災害のうちごく一部を除けば、消防活動や広域指揮の権限を有しておらず、それらは地方公共団体の消防機関が消防庁から完全に独立して行っている。

### 警察との関係
よって、地方公共団体の消防機関を指揮下に置く必要がないため、警察庁の管区警察局のような地方機関は置かれず、消防庁の組織の規模も警察庁に比べて小さい。消防庁職員は消防吏員ではなく総務事務官または総務技官であるため、一般的に、警察における「警察官僚」のように「消防官僚」という呼び方をすることはない。ただし、消防庁は独自に技術系区分の国家総合職試験の合格者から毎年1〜2名の採用を行っており、採用されたものは「消防官僚」と呼称される。
また、警察庁に所属する警察官僚が警視庁や道府県警察へ出向して幹部に就任するのに対して、消防の場合は消防庁に所属する総務官僚が各自治体消防へ出向するという人事は滅多になく、消防庁職員が各自治体の消防活動に介入することもない。消防吏員は全員が地方公務員であるため、警察官のように地方公務員と国家公務員が混在するような規定もなく、国の消防庁と自治体の消防機関は完全に独立している。
業務面でも、警察の場合は広域捜査や公安捜査、警備実施や全国交通取締り等の全国的警察活動は警察庁が全国に号令をかけて行うのが通例であるが、消防の場合、国の主導のもと全国的規模で行わなければならない業務は大規模災害など限定的である。

## 職名章と制服
消防庁職員には消防吏員の階級及び階級章に準じた職名章が定められている。また、通常時はほとんどの場合私服（背広服）での勤務であるが、状況により消防吏員の物に準じたデザインの制服・制帽・活動服（作業服）・アポロキャップ・安全帽等を着用することもある。
- 消防庁長官：消防行政の総責任者で消防総監より上位。消防総監の階級章が“金台地に消防章四つ”であるのに対して、消防庁長官の職名章は“金台地に消防章が五つ”
- 消防庁次長・審議官・消防大学校校長：消防総監相当
- 消防庁課長：消防司監相当、東京消防庁では次長、部長
- 消防庁室長：消防正監相当、東京消防庁では部長、方面本部長相当
- 消防庁課長補佐・消防大学校教授：消防監相当：東京消防庁では参事（主要課長）、消防署長相当
- 消防庁係長・消防大学校助教授：消防司令長相当、東京消防庁では課長、分署長相当
- 消防庁係員：消防司令相当、東京消防庁では課長補佐、出張所長相当

警察庁の警察官に巡査・巡査長がいないのと同様、消防庁職員にも消防士長相当級以下の職員はいない。

## 所管法人・財政
総務省の該当の項を参照

## 刊行物
- 消防白書